# Mistrzostwa Świata w Short Tracku 2014
39. Mistrzostwa Świata w Short Tracku odbyły się w kanadyjskim Montrealu, w dniach 14–16 marca.

## Klasyfikacja medalowa
| Lp. | Kraj              | Złoto | Srebro | Brąz | Razem |
| 1.  | Korea Południowa  | 5     | 4      | 3    | 12    |
| 2.  | Chiny             | 2     | 2      | 1    | 5     |
| 3.  | Rosja             | 2     | 0      | 1    | 3     |
| 4.  | Stany Zjednoczone | 1     | 3      | 0    | 4     |
| 5.  | Kanada            | 1     | 1      | 5    | 7     |
| 6.  | Holandia          | 1     | 1      | 0    | 2     |
| 7.  | Wielka Brytania   | 0     | 1      | 1    | 2     |
| 8.  | Włochy            | 0     | 0      | 1    | 1     |

## Medaliści
| Konkurencja | Złoto                                                                            | Srebro                                                                         | Brąz                                                                             |
| Mężczyźni   |                                                                                  |                                                                                |                                                                                  |
| 500 metrów  | Wu Dajing                                                                        | J.R. Celski                                                                    | Charles Hamelin                                                                  |
| 1000 metrów | Wiktor Ahn                                                                       | Sjinkie Knegt                                                                  | Park Se-yeong                                                                    |
| 1500 metrów | Charles Hamelin                                                                  | Han Tianyu                                                                     | Park Se-yeong                                                                    |
| 3000 metrów | J.R. Celski                                                                      | Shi Jingnan                                                                    | Wiktor Ahn                                                                       |
| Wielobój    | Wiktor Ahn                                                                       | J.R. Celski                                                                    | Charles Hamelin                                                                  |
| Sztafeta    | Holandia · Daan Breeuwsma · Niels Kerstholt · Sjinkie Knegt · Freek van der Wart | Korea Południowa · Kim Yun-jae · Lee Han-bin · Park Se-yeong · Sin Da-woon     | Wielka Brytania · Jon Eley · Richard Shoebridge · Paul Stanley · Jack Whelbourne |
| Kobiety     |                                                                                  |                                                                                |                                                                                  |
| 500 metrów  | Park Seung-hi                                                                    | Elise Christie                                                                 | Fan Kexin                                                                        |
| 1000 metrów | Shim Suk-hee                                                                     | Park Seung-hi                                                                  | Valérie Maltais                                                                  |
| 1500 metrów | Shim Suk-hee                                                                     | Kim A-lang                                                                     | Park Seung-hi                                                                    |
| 3000 metrów | Shim Suk-hee                                                                     | Jessica Smith                                                                  | Valérie Maltais                                                                  |
| Wielobój    | Shim Suk-hee                                                                     | Park Seung-hi                                                                  | Valérie Maltais                                                                  |
| Sztafeta    | Chiny · Fan Kexin · Han Yutong · Kong Xue · Liu Qiuhong                          | Kanada · Jessica Gregg · Jessica Hewitt · Valérie Maltais · Marianne St-Gelais | Włochy · Arianna Fontana · Cecilia Maffei · Lucia Peretti · Elena Viviani        |